# Chuột chù Grasse
Chuột chù Grasse, tên khoa học Crocidura grassei, là một loài động vật có vú trong họ Chuột chù, bộ Soricomorpha. Loài này được Brosset, Dubost, & Heim de Balsac mô tả năm 1965. Chúng được tìm thấy ở Cameroon, Cộng hòa Trung Phi, Cộng hòa Congo, Gabon và Guinea Xích Đạo.